# Leiblauwe vliegenvanger
De leiblauwe vliegenvanger (Ficedula tricolor) is een zangvogel uit de familie van vliegenvangers (Muscicapidae).

## Verspreiding en leefgebied
Deze soort komt voor van de Himalaya tot Thailand en telt 4 ondersoorten:
- Ficedula tricolor tricolor: de westelijke en centrale Himalaya.
- Ficedula tricolor minuta: de oostelijke Himalaya en zuidoostelijk Tibet.
- Ficedula tricolor cerviniventris: noordoostelijk India en westelijk Myanmar.
- Ficedula tricolor diversa: van centraal China tot noordelijk Vietnam en noordelijk Myanmar.